# IV. Budapester Bezirk
Der IV. Bezirk der ungarischen Hauptstadt Budapest (ungarisch Budapest IV. kerülete) wird auch Újpest genannt. Auch ein Stadtteil in diesem Bezirk heißt Újpest. Der Bezirk liegt im östlich der Donau gelegenen Pester Stadtteil von Budapest, im Norden des Stadtgebiets. Der Name Újpest (Neu-Pest) wurde gewählt, weil die Ortschaft 1840 an der Grenze zur damals selbständigen Stadt Pest gegründet wurde. Újpest wurde 1907 zur eigenständigen Stadt erhoben und 1950 nach Budapest eingemeindet. Seither bildet es den IV. Bezirk der Stadt.
Der Fußballclub Újpest Budapest ist nach dem Stadtteil benannt, in dem er 1885 gegründet wurde und durchgängig beheimatet ist. Er spielt im Újpester Szusza-Ferenc-Stadion.

## Bezirk
Der Bezirk besteht aus sechs Stadtteilen. Der größte ist Újpest, die weiteren sind Megyer, Káposztásmegyer, Istvántelek, Székesdűlő sowie die nördliche Spitze der Donauinsel Népsziget.

## Sehenswürdigkeiten
- Synagoge, erbaut 1885/86

## Partnerstädte
Der IV. Bezirk unterhält Städtepartnerschaften mit:
- Marzahn-Hellersdorf, Berlin, Deutschland
- Chalkida, Griechenland
- Ciucsângeorgiu (ung. Csíkszentgyörgy), Rumänien[2]
- Tyresö, Schweden

## Söhne und Töchter der Stadt
- Károly Fogl (1895–1969), Fußballspieler und -trainer
- József Fogl (1897–1971), Fußballspieler
- Sándor Radó (1899–1981), sowjetischer Spion
- Pál Jávor (1907–1989), Fußballspieler und -trainer
- Olivér Halassy (1909–1946), Wasserballspieler und Freistilschwimmer
- Ferenc Szusza (1923–2006), Fußballspieler
- Imre Hollai (1925–2017), Politiker
- András Pernye (1928–1980), Musikwissenschaftler
- Pál Várhidi (1931–2015), Fußballspieler und -trainer
- György Gedó (* 1949), Boxer

## Galerie

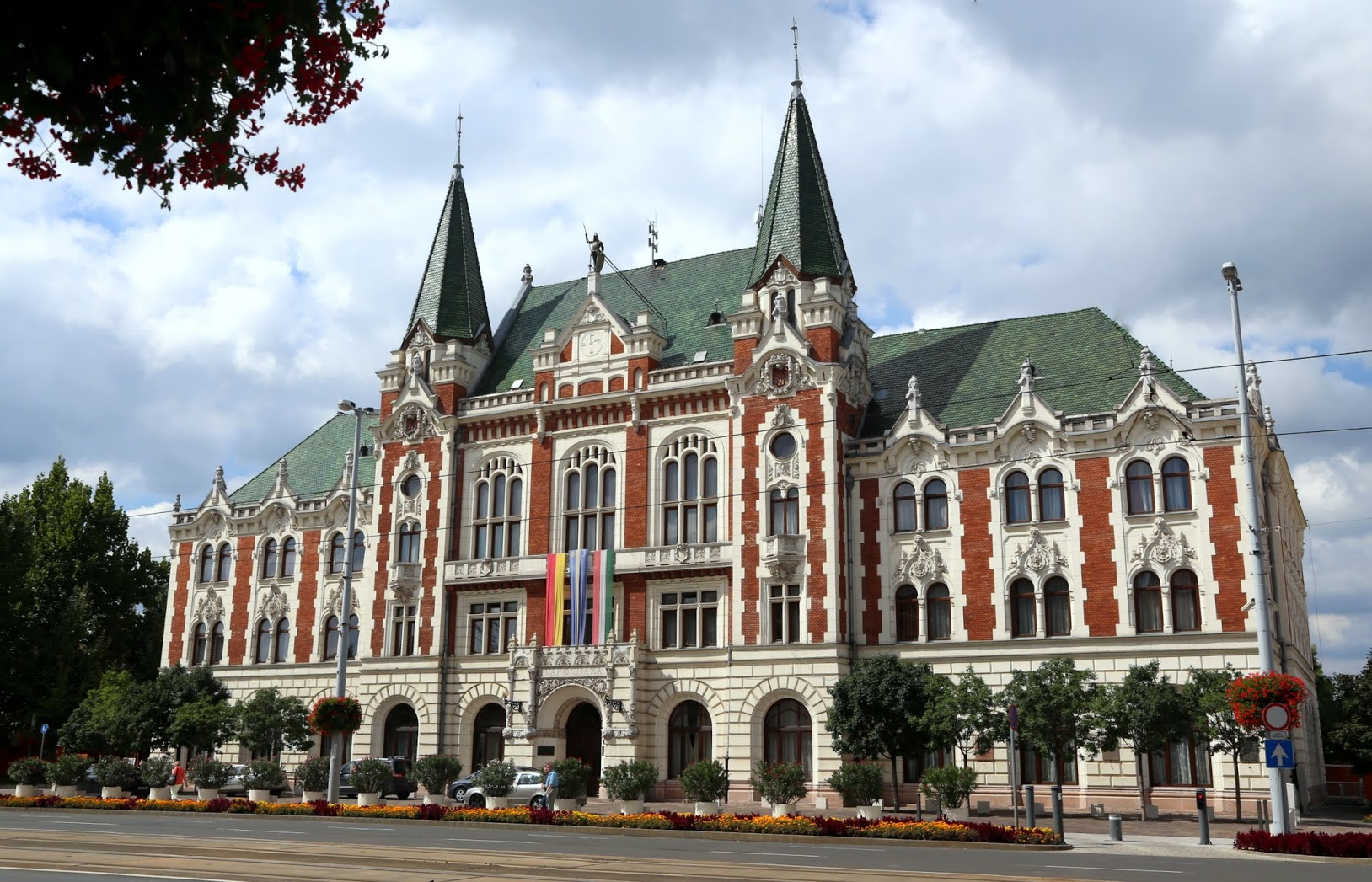
Rathaus
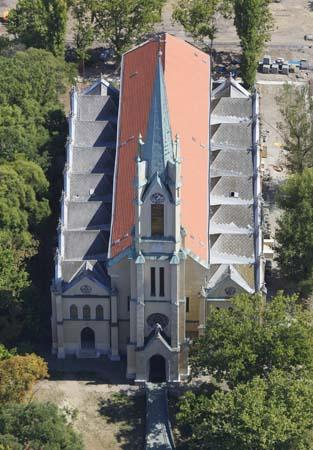
Kirche der Himmelskönigin (Egek Királynéja-templom)
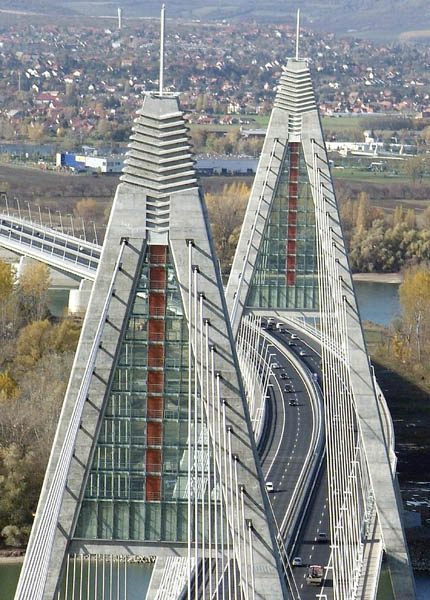
Megyeri-Brücke
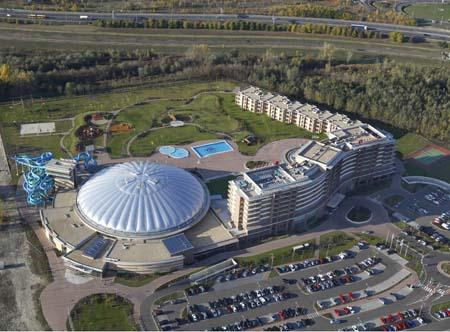
Aquaworld Resort Budapest
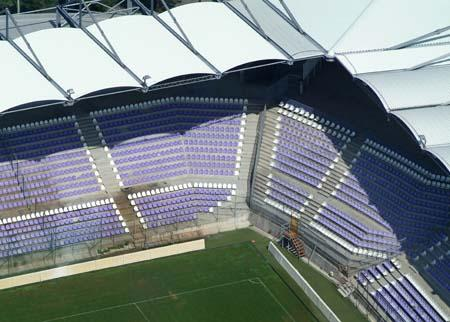
Szusza Ferenc Stadion
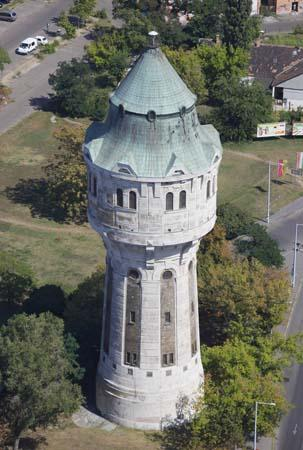
Wasserturm